# Fehérhasú jégmadár
A fehérhasú jégmadár (Corythornis leucogaster) a madarak osztályának szalakótaalakúak (Coraciiformes) rendjébe és a jégmadárfélék (Alcedinidae) családjába tartozó faj.

## Rendszerezése
A fajt Louis Fraser brit zoológus írta le 1843-ban, a Halcyon nembe Halcyon leucogaster néven. Jelenlegi besorolása vitatott, egyes szervezetek az Alcedo nembe sorolják Alcedo leucogaster néven.

## Alfajai
- Corythornis leucogaster bowdleri (Neumann, 1908) - Guinea, Bissau-Guinea, Libéria, Sierra Leone, Elefántcsontpart,	Ghána, Togo, és Benin
- Corythornis leucogaster leopoldi (Dubois, 1905) - Nigéria, Kamerun, Egyenlítői-Guinea,	Gabon, a Közép-afrikai Köztársaság, a Kongói Köztársaság, a Kongói Demokratikus Köztársaság és Angola,
- Corythornis leucogaster leucogaster (Fraser, 1843) - a Kongói Köztársaság keleti része, Uganda déli része, Tanzánia és Zambia [2]

## Előfordulása
Afrika nyugati és középső részén, Angola, Benin, Kamerun, a Közép-afrikai Köztársaság, a Kongói Köztársaság, a Kongói Demokratikus Köztársaság, Egyenlítői-Guinea, Elefántcsontpart, Gabon, Ghána, Guinea, Bissau-Guinea, Libéria, Nigéria, São Tomé és Príncipe, Sierra Leone, Tanzánia, Togo, Uganda és Zambia területén honos. 
Természetes élőhelyei a szubtrópusi és trópusi síkvidéki és hegyi esőerdők, mocsári erdők, és cserjések, folyók és patakok környékén.

## Megjelenése
Testhossza 13 centiméter.

## Életmódja
Halakkal és rovarokkal táplálkozik.

## Természetvédelmi helyzete
Az elterjedési területe rendkívül nagy, egyedszáma pedig stabil. A Természetvédelmi Világszövetség Vörös listáján nem fenyegetett fajként szerepel.